# Plymouth (Indiana)
Plymouth – miasto w Stanach Zjednoczonych, w stanie Indiana, w hrabstwie Marshall.